# اکسیف تول
اکسیف تول، (به انگلیسی: ExifTool) برنامه ایست برای نمایش و ویرایش برچسب، شناسایی فراداده‌ها و تجزیه داده‌های تصویرهای دیجیتال. این برنامه به صورت رایگان در اختیار کاربران است. اکسیف تول در سال ۲۰۰۳ م توسط فردی به نام فیل هاروی، با زبان برنامه‌نویسی پرل تولید شد.
فلیکر، سایت اشتراک گذاری تصویر و ویدئو، جهت تجزیه (Parsing) تصاویر از این برنامه استفاده می‌کند.

## قالب‌های مورد پشتیبانی
Exif, IPTC, XMP, JFIF, GeoTIFF, ICC-Profile, Photoshop IRB, FlashPix, AFCP، jpg، tiff, gif, ID3 و بسیاری قالب‌های گرافیکی دیگر، از جمله ویژه سازندگان دوربین‌های دیجیتال.

## دانلود رایگان
- برای همه پایگاه‌ها: Read, Write and Edit Meta Information